# Griechische Frauen-Handballnationalmannschaft
Die griechische Frauen-Handballnationalmannschaft vertritt Griechenland bei internationalen Turnieren im Frauenhandball. Sie wird vom Griechischen Handballverband (Ομοσπονδία Χειροσφαιρίσεως Ελλάδος) unterhalten.

## Platzierungen bei Meisterschaften

### Weltmeisterschaften
- keine Teilnahme

### Europameisterschaften
- keine Teilnahme

### Olympische Turniere
- Olympische Spiele 2004: 10. Platz

### Mittelmeerspiele
- Mittelmeerspiele 2001: Vorrunde, 8. Platz
- Mittelmeerspiele 2005: Vorrunde, 8. Platz
- Mittelmeerspiele 2009: Vorrunde, 9. Platz
- Mittelmeerspiele 2018: Vorrunde
- Mittelmeerspiele 2022: keine Teilnahme

## Spielerinnen
Im Kader der griechischen Nationalmannschaft standen Spielerinnen wie Aspa Lekka, Lamprini Tsakalou und Anna Giuruki.

## Trainer
Trainer des Teams ist Panagiotis Messinis.